# Putberg
De Putberg is een heuvel en een natuurgebied ten noordoosten van Ubachsberg in de Nederlandse provincie Limburg. De heuvel ligt in het uiterste noorden van de gemeente Simpelveld, vlak bij de grens met de gemeente Voerendaal die aan de voet van de heuvel ligt. Direct ten oosten van de heuvel ligt de A76 die in de heuvel snijdt.
De Putberg is een uitloper van het Plateau van Ubachsberg met aan de noordzijde de Kunraderbreuk. In de heuvel ligt de Groeve Putberg, thans een geologisch monument. In de hellingwand zijn nog twee kalkovens zichtbaar, de Kalkoven Bosrand. Nabij de dagbouwgroeve lag vroeger ook de ondergrondse Groeve de Dael. Verder naar het noorden bevindt zich een kleinere dagbouwgroeve met daar ten noordwesten van de lager op de helling gebouwd Kalkoven Putberg.
De noord- en westhelling van de Putberg zijn begroeid met een hellingbos. In de helling bevindt zich een bronnetje waar een beekje ontspringt, dit is de Putbergbron. Ten westen van de Putberg ligt het Droogdal de Dael met daarin de historische Hoeve de Daal.
In het zuiden gaat de Putberg over in de Keverberg ten noordoosten van het plaatsje Huls op de heuvel Huls. Ten noordwesten van de Putberg ligt Kunderberg.

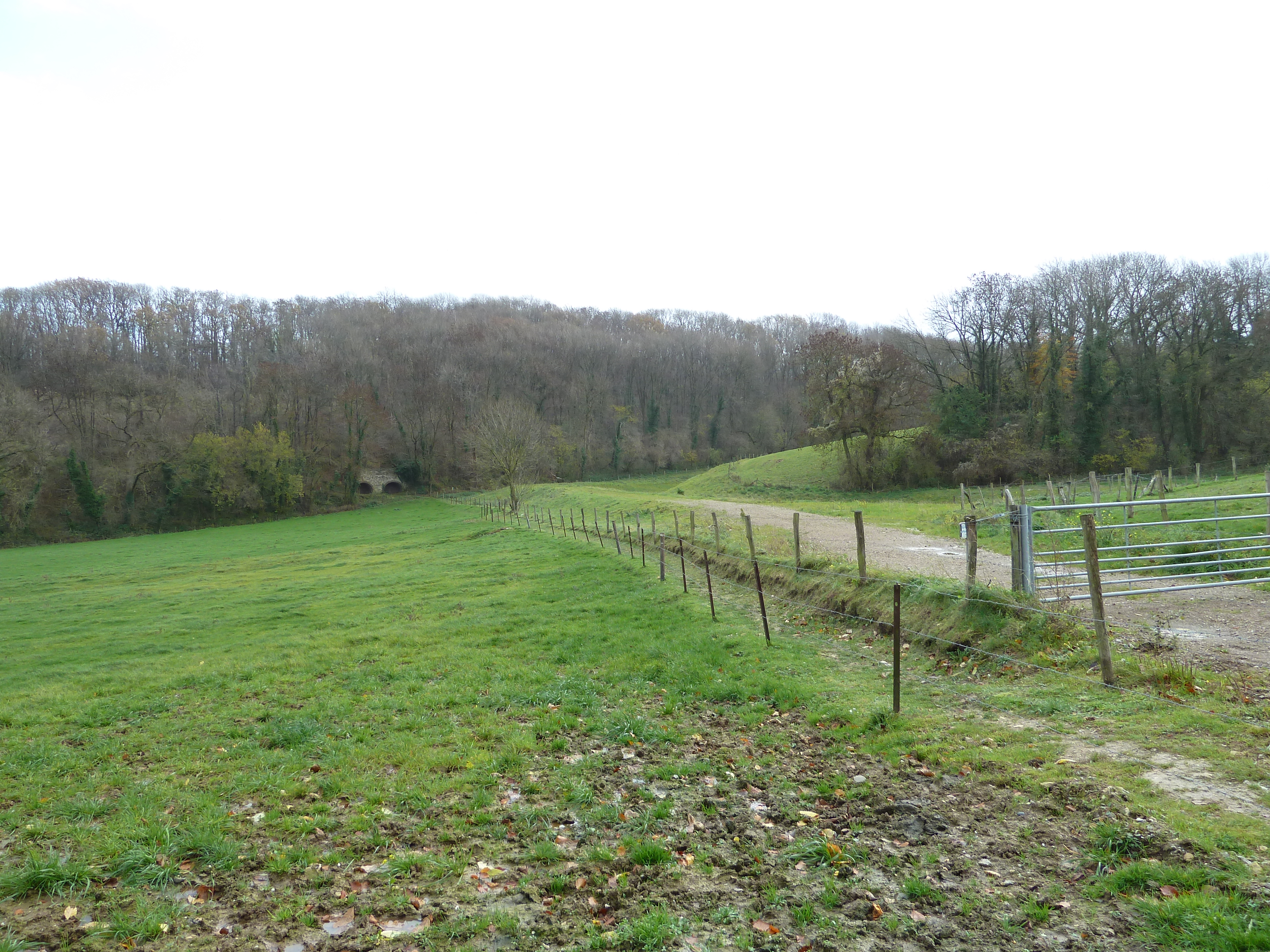
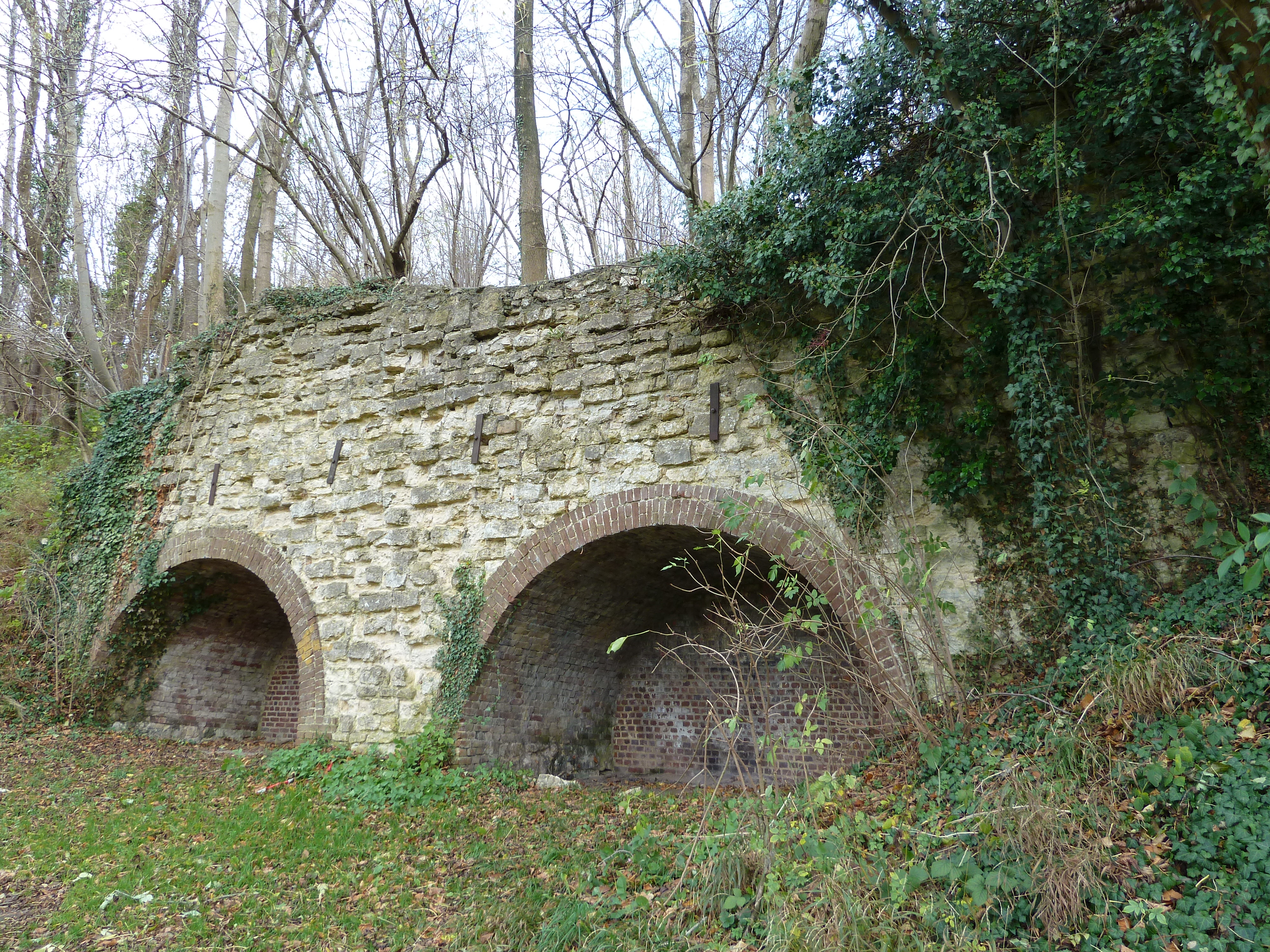
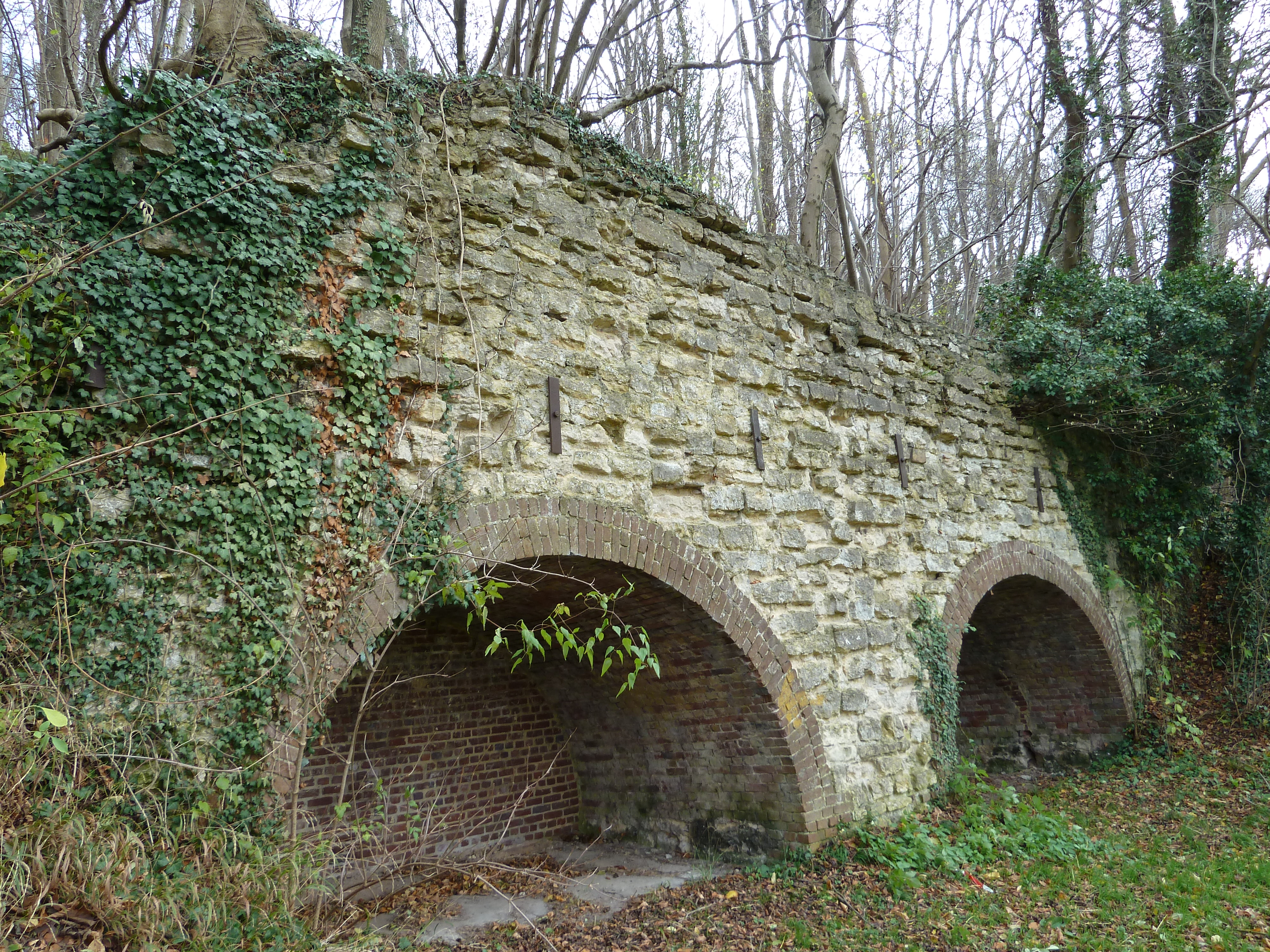

## Wielrennen
De Daelsweg, de beklimming van de Putberg, werd ook opgenomen in het parcours van het WK wielrennen 2012 (mannen) te Valkenburg.
De beklimming begint in Heerlen en eindigt na het plaatsnaambordje van en in de plaats Ubachsberg. En kent sinds een paar jaar een fietspad voor beide richtingen naast de weg voor auto’s.